# Lom u Tachova
Lom u Tachova (en allemand : Lohm) est une commune du district de Tachov, dans la région de Plzeň, en Tchéquie. Sa population s'élevait à 482 habitants en 2022.

## Géographie
Lom u Tachova se trouve à 5 km au nord-est du centre de Tachov, à 50 km à l'ouest-nord-ouest de Plzeň et à 129 km à l'ouest-sud-ouest de Prague.
La commune est limitée par Chodský Újezd au nord, par Brod nad Tichou à l'est, par Kočov au sud, et par Tachov à l'ouest.

## Histoire
La première mention écrite du village date de 1379.

## Galerie

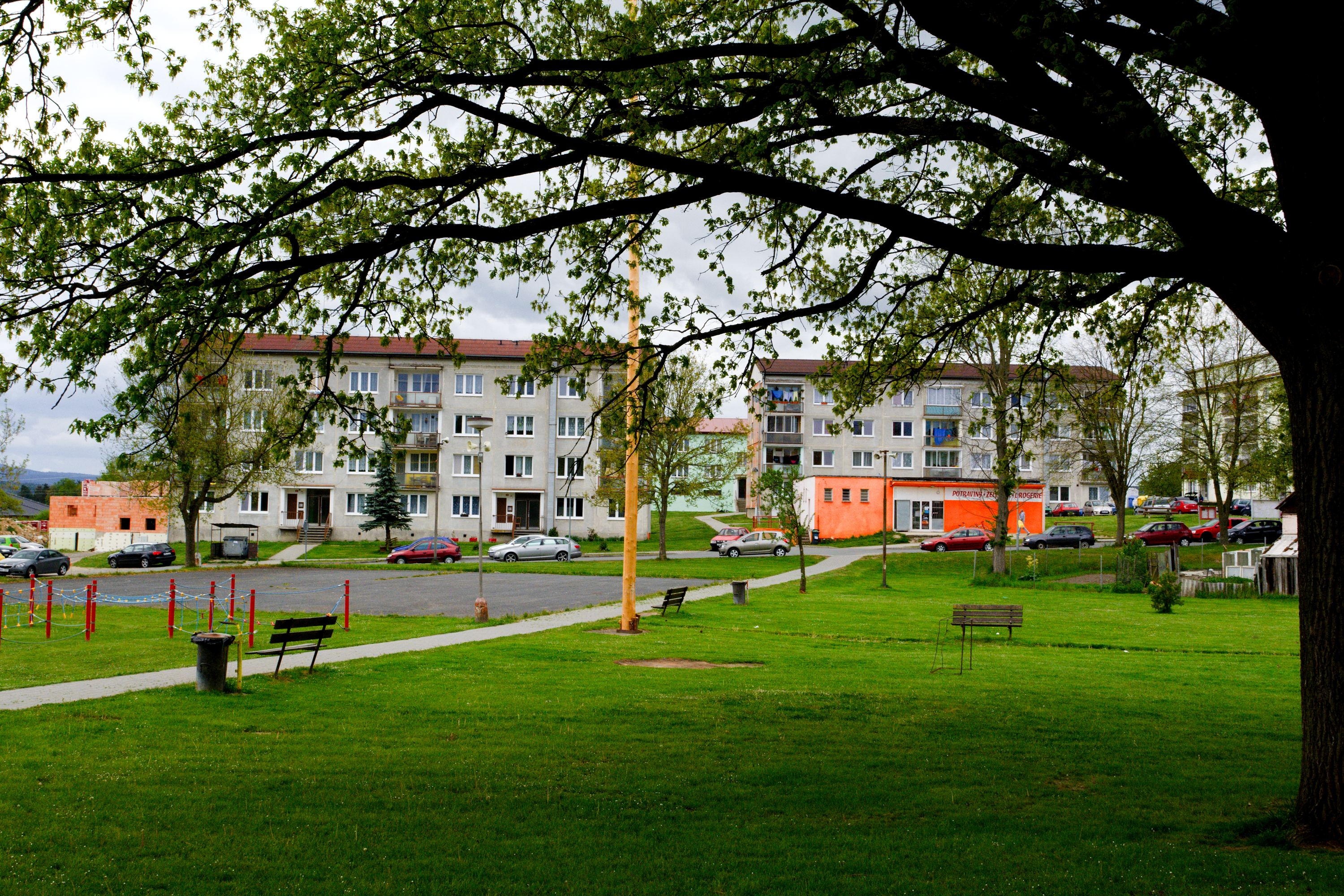
Centre de Lom u Tachova.
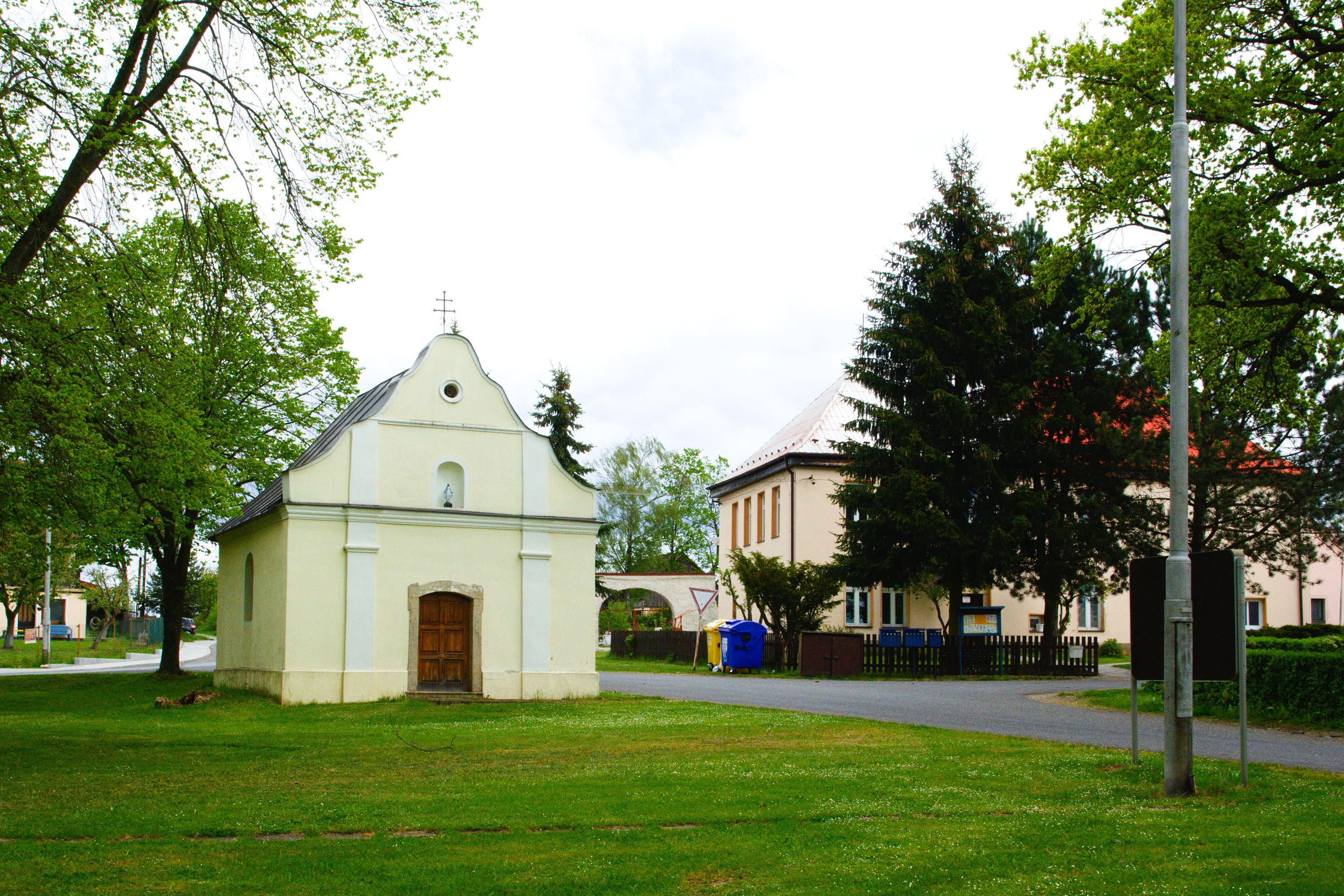
Chapelle à Lom u Tachova.

## Transports
Par la route, Lom u Tachova se trouve à 6 km du centre de Tachov, à 64 km de Plzeň et à 159 km de Prague. 